# Читалиште "Христо Ботев 1884" (Ботевград)

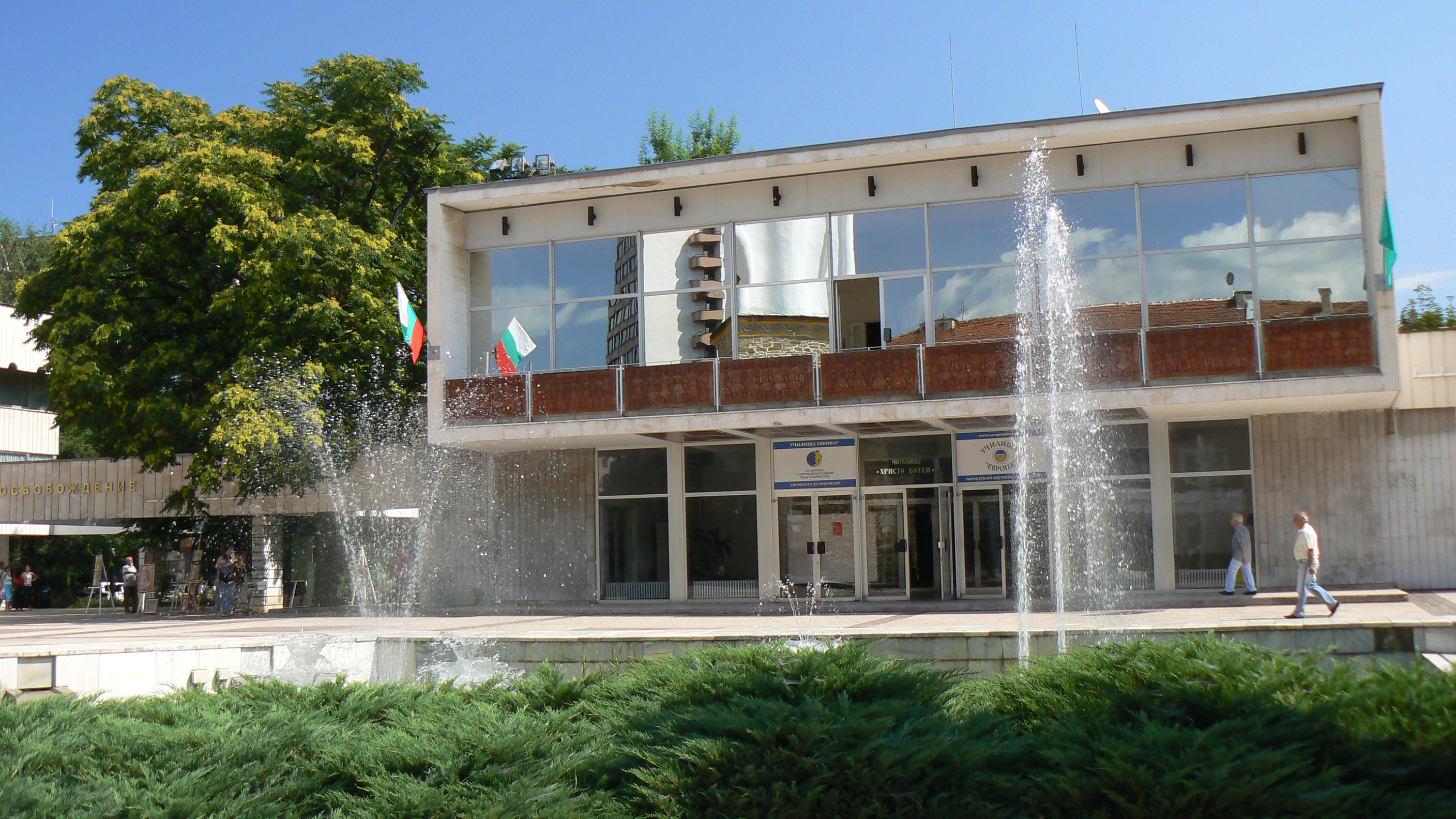
Читалиште "Христо Ботев 1884", Ботевград

Читалиште "Христо Ботев 1884" - це культурний центр в м. Ботевград, Болгарія. Він був заснований у 1884 році, коли група місцевих вчителів з ентузіазмом відродження заснували читалиште “Прогрес". Серед них були Дімітр Цоков, Нікола Чолаков, Георгій Петров. Вони поширювали книги, газети і журнали, організовували читання та лекції.

## Історія

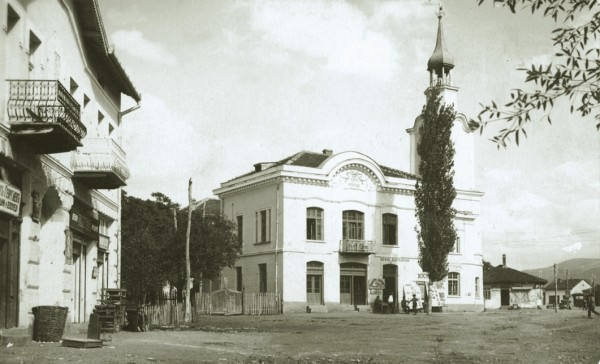
Читалиште "Христо Ботев 1884" у минулому

Читалиште засновано в 1884 році, а в 1888 році припинило свою діяльність на короткий час. У 1891 році, молоді люди, що повернулися в місто – випускники Софійського університету, серед яких Петр Ілчев, Петр Ценов, Дімітр Тодоровський, Ілія Бенчев, Христо Йотов, відновили діяльність культурного центру. У тому ж році почав функціювати аматорський театр.
Кілька років потому, група молодих людей створили освітнє товариство під назвою "Пробудження", яке відкрило новий культурний центр. Вони організовували вечори, лекції, вистави у місцевій школі, де вони обладнали театральний зал і сцену. В центрі було створено змішаний і церковний хор і оркестр. Після 1904 року, коли Стамен Панчев, відомий болгарський поет, повернувся у місто, його чисельність доходила до 180 осіб. 
У 1906 році, "Пробудження" припинило свою роботу, було продано майно і створено фонд для спорудження будівлі під культурний центр. Цю ідею було реалізовано багато років потому. Зустріч групи громадян і вчителів було організовано 21 лютого 1921 року, а Комітету було доручено побудувати культурний центр в Орханіє. Муніципалітет надав будівельний майданчик безкоштовно поруч з міською баштою з годинником і взяв кредит 400000 левів на спорудження будівлі. Будівництво почалося 9 жовтня 1921 року, а близько двох років потому нове приміщення культурного центру було побудовано за добровільної участі жителів містечка.
3 лютого 1924 року нову будівлю було офіційно відкрито. Було створено новий культурно-просвітницький центр, прийнято Статут, обрано опікунську раду. Центру було надано ім'я великого болгарського поета і революціонера Христо Ботева. Він швидко став центром різних культурних заходів. Там проводили лекції де місцеві лектори, зокрема професор Асен Златаров, читали доповіді, реферати на різні теми. 
У 1926 році було куплено і встановлено кіноапарат. У центрі виступали знамениті оперні співаки Хрістіна Морфова, Аня Прокопова, Александр Райчев. Також проходили концерти мішаного чотириголосого хору під керівництвом вчителя Бенчо Ілієва.

## Діяльність
Культурний центр мав свій духовий оркестр. У 1934 році було відкрито народний університет, і лекції проходили два рази на тиждень. Кількість членів культурного центру постійно зростала. Наприклад, в звіті за 1947 рік зазначено, що в ньому було 705 членів, з яких 476 чоловіків та 229 жінок. В кінці 1960-х років стару будівлю було знесено. Нову будівлю було офіційно відкрито 27 вересня 1973 року. У 1981 році бібліотека була розміщена в спеціально побудованому будинку. Змішаний міський хор, створений як хорова група 100 років тому поетом-патріотом Стаменом Панчевим, носить його ім'я. Протягом багатьох років видатні диригенти, такі як Соколов, Ів. Дімітров, Топалов, Антоній Живков, Петар Петров, Іван Нешков працювали з хором. Останні десять років ним керує Тетяна Цонкова. Хор є лауреатом республіканських фестивалів художньої самодіяльності, вигравав золоті медалі. У 2002 році з нагоди свого 90-річчя і під керівництвом Валентина Ганчева, мішаний міський хор ім. Стамена Панчева було нагороджено медаллю Пошани  Ботевграда.
У 1977 році Бонька Големанова організувала дитячий хор. Він виграв багато змагань в країні і за кордоном і удостоєний звання "Представника". Його репертуар різноманітний - від класичних хорових зразків до сучасних творів болгарського фольклору і хорових пісень найвідоміших сучасних композиторів. Сьогодні диригент хору Боряна Нешкова, художній керівник Сільвія Младенска, які є одними з перших учасників дитячого хору.
Ансамбль народного танцю Ботевград було засновано в 1963 році у профспілковому Будинку культури. Його початок, творчий розвиток і діяльність пов'язані з ім'ям Васіла Терзійського. За свої 48 років розвитку ансамбль досяг великих успіхів і завоював численні нагороди та звання "Представника". З його високим рівнем і багатим репертуаром з понад 25 творів, ансамбль народного танцю Ботевград виступав з успіхом в країні і за кордоном.
Творча діяльність іншого фольклорного ансамбль пісні і танцю "Ботевградска младост", з художнім керівником Весела Божкова, теж активна і плідна. Ансамбль "Ботевградска младост" брав участь у численних концертних програмах, міжнародних фестивалях у Болгарії та за кордоном, де вибороли низку нагород.
Яскравою є присутність в культурній діяльності центру аматорського театру. За свою багаторічну історію театр поставив десятки п'єс болгарських і зарубіжних авторів. Театр мав значний успіх як в місті, так і в країні. У 1984 році йому було присвоєно звання "Представника". Тут робили свої постановки професійні режисери і актори Георгій Асенов, Петар Александров, Василь Мірчовський і Веселіна Вальков.
Бібліотека культурного центру "Христо Ботев 1884" володіє 83341 томом книг, періодичних видань, аудіовізуальних документів, нотних і картографічні видань тощо.
Молодіжний духовий оркестр Костянтина Гайдарського займає заслужене місце в діяльності культурного центру. Колектив за останні роки завоював нагороди на престижних фестивалях у Франції та Іспанії. Разом з групами мажореток він щороку бере участь у фестивалях у різних країнах Європи. Групи мажореток і їхній хореограф і лідер Іванка Христова є одними з найбільш затребуваних ансамблів у країні.